# Украинская академия печати
Украи́нская акаде́мия печа́ти (укр. Українська академія друкарства) — единственное автономное высшее учебное заведение Украины, которое готовит специалистов для издательского дела, полиграфии и книготорговли, других областей экономики Украины и других государств.

## История становления и развития академии
Украинский (Харьковский) полиграфический институт был создан в 1930 г. в Харькове путём объединения полиграфических факультетов Киевского, Харьковского и Одесского художественных институтов. Уже через несколько лет институт вырос в учебно-полиграфический комбинат имени Н. А. Скрипника, в который входили инженерно-технологический, инженерно-экономический и художественно-конструкторский факультеты. Кроме того в систему комбината на правах факультетов входили техникум, дневной и вечерний рабочие факультеты в Харькове и вечерний рабфак в Киеве. Осенью 1941 г. работа института в Харькове была прекращена и возобновилась только в августе 1944 г. Сначала планировалось перенести институт в Киев, но в 1945 г. его перевели во Львов. 1949 г. в связи с 375-летием книгопечатания на Украине институту было присвоено имя Ивана Фёдорова.
Как член Международной ассоциации полиграфических учебных заведений вузов академия принимает участие в создании единого европейского образовательного пространства подготовки специалистов для издательств и полиграфии, тесно сотрудничает с ведущими учебными заведениями и полиграфическими предприятиями европейских стран. Академия поддерживает тесные связи с такими учебными заведениями: Оксфорд-Брукс университет, Лейпцигский и Берзкий университеты, Варшавская политехника, Московский государственный университет печати, заключены соглашения о сотрудничестве с фирмами «Гейдельберг», «Ман Роланд», «Адаст», «Колбус».
За многолетнюю новаторскую педагогическую деятельность по модернизации образования Украинской академии книгопечатания присвоено почётное звание «Лидер современного образования».
В своё время в академии работали известные учёные и педагоги: В. Ф. Воробьёв, П. Н. Жолтовский, В. В. Засанский, Р. Г. Иванченко, В. И. Касиян, С. Ю. Келлер, О. В. Килимник, Я. Т. Киницкий, Н. А. Кожин, А. М. Крикуненко, Е. Л. Кульчицкая, А. Б. Куслицкий, Л. Г. Леневич, Ю. П. Мазуренко, Р. М. Машталер, А. И. Петрук, Э. П. Семенюк, А. Ф. Середа, О. П. Стецькив, К. В. Тир, Г. Д. Толстой, Ю. Ю. Трохимчук, М. Д. Феллер, С. М. Шаховский, Д. Я. Шлапак, В. Г. Шпица.

## Корпуса
- Главный корпус г. Львов, ул. Подголоско, 19
- Факультет издательско-полиграфической и информационной технологии (ул. Подголоско, 19)
- Факультет медиакоммуникаций и предпринимательства (ул. Подголоско, 19)
- Факультет компьютерно-полиграфической инженерии (ул. Подголоско, 19)
- Факультет дистанционной формы обучения (заочный) (ул. Подвальная, 17)
- Центр последипломного образования (ул. Подвальная, 17)
- Подготовительное отделение (ул. Подголоско, 19)
- Крымский институт информационно-полиграфических технологий (г. Симферополь, ул. Севастопольская 62-А, 4 этаж)
- Львовский полиграфический колледж (г. Львов, площадь Мытна, 1)
- Отдел по работе с иностранными фирмами и вузами
- Отдел по работе с иностранными студентами
- Научно-техническая библиотека
- Издательство УАП
- Учебно-производственно-экспериментальная типография
- Учебно-демонстрационный центр фирмы «Гейдельберг»
- Образовательный центр Autodesk

## Структура
К структуре академии принадлежат: 5 факультетов с 20 кафедрами; Крымский институт информационно-полиграфических технологий; Полиграфический техникум; подготовительное отделение; вычислительный центр; учебный отдел; издательство; научно-исследовательская часть с соответствующими научными лабораториями и отделом аспирантуры и докторантуры; специализированный учёный совет из защиты кандидатских и докторских диссертаций; отдел международных связей, учебно-производственно-экспериментальная типография.
Факультеты:
- издательско-полиграфической и информационной технологии (ул. Подголоско, 19)
- медиакоммуникаций и предпринимательства(ул. Подголоско, 19)
- компьютерно-полиграфической инженерии (ул. Подголоско, 19)
- переподготовки и повышения квалификации (ул. Подвальная, 17)
- дистанционной формы обучения (заочный) (ул. Подвальная, 17).

Администрация вуза располагается на ул. Подголоско, 19 и ул. Подвальной, 17.
Ректор — профессор, доктор технических наук Дурняк Богдан Васильевич.
Отдельные институты и факультеты
Факультет компьютерной полиграфической инженерии
Направления и специальности:
- Прикладная механика
  - Компьютеризированные комплексы упаковки

- Отраслевое машиностроение
  - Компьютеризированные комплексы полиграфического производства

- Автоматизация и компьютерно-интегрированные технологии
  - Автоматизированное управление технологическими процессами
  - Компьютерно-интегрированные технологические процессы и производства

Факультет издательско-полиграфической и информационной технологии
Направления и специальности:
- Издательство и полиграфия
  - Полиграфические медийные технологии
  - Компьютеризированные полиграфические технологии изготовления упаковок
  - Компьютерные технологии и системы издательско-полиграфических производств
  - Технологии электронных мультимедийных изданий
  - Экспертиза материалов издательско-полиграфических производств
- Дизайн
  - Графический дизайн
  - Дизайн анимации и мультимедиа
  - Дизайн авторской книги
- Изобразительное искусство, декоративное искусство
  - Искусство книги, конструирование и художественное оформление изданий
  - Станковая графика
  - Консервация и реставрация бумаги, изданий и произведений искусства на бумажной основе
- Компьютерные науки
- Информационные системы и технологии

Факультет медиакоммуникаций и предпринимательства
Направления и специальности:
- Журналистика
  - Книги- и медиа выработки
  - Реклама
  - Связи с общественностью
- Менеджмент
  - Управление финансово-экономической безопасностью
- Учёт и налогообложение
- Маркетинг
- Информационная, библиотечного и архивного дела
  - Документоведение и информационная деятельность
  - Библиотечная и книжное дело
- Предпринимательство, торговля и биржевая деятельность

## Образовательные услуги
Академия готовит специалистов следующих уровней: младший специалист, бакалавр, специалист, магистр по 7 направлениям и 16 специальностям. Общий лицензированный объём приёма в УАП составляет 5080 человек, в том числе 2860 человек дневной и 2220 человек заочной форм обучения.
В академии преподают известные в отрасли учёные и педагоги: С. Ф. Гавенко, Б. В. Дурняк, Н. В. Зелинская, Э. Т. Лазаренко, С. Г. Мартынюк, Р. И. Мервинский, И. В. Огирко, Е. Н. Палыга, А. Н. Полюдов, И. И. Регей, В. Н. Сенькивский, П. В. Топольницкий, Я. И. Чехман, Я. О. Шахбазов, В. В. Шибанов.

## Издания
- «Полиграфия и издательское дело» (укр. Поліграфія і видавнича справа)[2] ,
- «Квалилогия книги» (укр. Квалілогія книги),
- «Компьютерные технологии печати» (укр. Комп'ютерні технології друкарства),
- «Научные записки» (укр. Наукові записки)[3]

## Известные выпускники
- Аксинин, Александр Дмитриевич
- Баленок, Сергей Владимирович
- Будз, Иван Фёдорович
- Ковальчук, Виктория Владимировна
- Курсанова, Марина Викторовна
- Лазаренко, Эдуард Тимофеевич
- Москвитина, Галина Александровна
- Пинигин, Владимир Кириллович
- Турков-Маяцкий, Олег Павлович

## Другие полиграфические учебные заведения
- Московский государственный университет печати